# Drożanki
Drożanki – wieś w Polsce, położona w województwie mazowieckim, w powiecie radomskim, w gminie Gózd. Ma status sołectwa. Do 1954 roku wieś należąca do gminy Kuczki.
| SIMC    | Nazwa      | Rodzaj    |
| ------- | ---------- | --------- |
| 0620949 | Korytka    | część wsi |
| 0620955 | Podmostki  | część wsi |
| 0620961 | Sobolew    | część wsi |
| 0620978 | Spaleniska | część wsi |
| 0620984 | Za Górami  | część wsi |

W latach 1975–1998 miejscowość administracyjnie należała do województwa radomskiego.
Wierni Kościoła rzymskokatolickiego należą do parafii św. Jana Chrzciciela w Tczowie lub do parafii św. Józefa Oblubieńca Najświętszej Maryi Panny w Kuczkach.